# Taishi Tsukamoto
Taishi Tsukamoto (jap. 塚本 泰史 Tsukamoto Taishi; ur. 4 lipca 1985) – japoński piłkarz występujący na pozycji obrońcy.

## Kariera klubowa
Od 2008 do 2010 roku występował w klubie Omiya Ardija.